# E-girl
Pour le groupe de J-pop, voir E-girls.

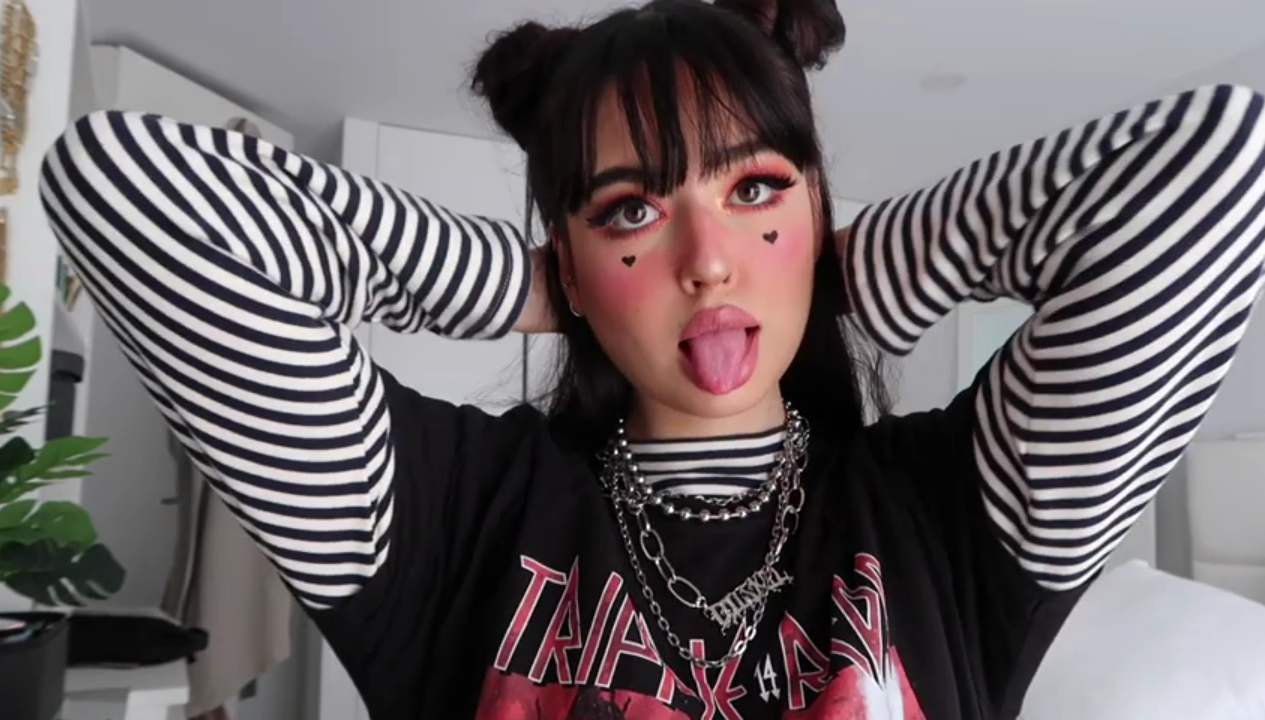
Une e-girl.

Le terme e-girl (provenant de electronic girl) et par analogie le terme e-boy désignent une mode et une sous-culture ayant émergé à la fin des années 2010, principalement au travers des réseaux sociaux, notamment TikTok, Instagram, Discord et, dans une moindre mesure, Twitch.
Le terme est initialement utilisé de manière dépréciative et péjorative dans la communauté des jeux vidéo pour décrire une femme sur Internet qui chercherait à attirer l'attention, avant d'être réapproprié pour décrire une mode alternative,. Le terme a connu une visibilité médiatique dans le monde anglophone à la suite du meurtre, en 2019, d'une adolescente de 17 ans adoptant ce style,. 
Cette mode est inspirée d'éléments de la culture manga, de la mode des années 1990 et 2000, de la K-pop, du hip-hop, de la culture gothique et de la culture emo. Certaines tenues et coiffures sont récurrentes chez les e-girls, telles que les colorations vives et bicolores, les couettes, les franges, les t-shirts à manches longues surmontés d'un t-shirt à manches courtes, les chaînes et les bonnets. Le maquillage est aussi un élément important de cette mode : l'eye-liner, notamment appliqué avec une forme de virgule ou utilisé pour dessiner des cœurs sous les yeux, ainsi que le blush, constituent des éléments récurrents.